# Prambon (Dagangan)
Prambon is een bestuurslaag in het regentschap Madiun van de provincie Oost-Java, Indonesië. Prambon telt 1630 inwoners (volkstelling 2010).